# Shahabad
Shahabad fou una pargana en tinences de terra diverses a l'Oudh, al districte d'Hardoi.
Abraçava tota la pargana del mateix nom i la superfície inicial era de 339 km² amb una població el 1881 de 67.182 habitants dels que cinc sisenes parts eren hindús i la resta musulmans; hi havia 143 pobles. El territori fou antigament dominat pels thatheres que tenien el centre a l'entorn de Angni Khera a la moderna Shahabad. El segle VIII en foren desposseïts per bramans que anaven en peregrinació de Benarés a Hardwar, que van governar fins al temps d'Aurangzeb al final del segle XVII, quan van atacar un comboi amb recaptació imperial que anava cap a Delhi i l'emperador va enviar un cap afganès de nom Diler Khan, que va sorprendre els bramans durant el bany en un festival religiós, els va matar i es va apoderar del territori que li fou cedit per l'emperador. Diler Khan va fundar Shahabad al lloc d'Angni Khera, i la va poblar amb les seves tropes afganeses i amb parents i lleials, assignant diverses terres a la rodalia als caps. Progressivament la dinastia de Diler Khan va estendre el seu domini a l'entorn adquirint terres per compra, per frau, per hipoteca o per force, fins a esdevenir propietaris de tota la pargana. Al segle XIX la família va entrar en decadència i el domini va començar a ser venut per parcel·les; els antics propietaris en força casos van poder recuperar els seus antics terrenys, la majoria per compra; la meitat de la pargana més o menys va restar en mans de la nissaga. Dels 143 pobles 72 estaven dominats per la nissaga o altres musulmans, 25 per bramans, 21 per rajputs, 9 per katasths, 1 per un gosain, 1 per europeus, i 13 pel govern britànic.
La capital era Shahabad (ciutat).